# École nationale supérieure des mines de Saint-Étienne
École nationale supérieure des mines de Saint-Étienne è un'università francese, grande école d'Ingegneria, istituita nel 1816, con sede a Saint-Étienne. Tra gli obiettivi prefissati dall'università vi è quella di sostenere lo sviluppo dei suoi studenti e delle aziende attraverso una gamma di corsi e campi di ricerca, dalla formazione iniziale di ingegneri generalisti ingénieurs civils des mines, all'insegnamento del dottorato; dalle scienze dei materiali alla microelettronica passando per l'ingegneria dei processi, la meccanica, l'ambiente, l'ingegneria civile, la finanza, l'informatica e l'ingegneria sanitaria.

## Storia
La scuola è stata fondata 2 agosto 1816, su volere di Luigi XVIII.. In tale istituzione ha insegnato il geologo Pierre-Marie Termier.